# Diermuziek
Diermuziek is een begrip voor de muzikale aspecten in de door dieren gemaakte geluiden. Diermusicoloog Dario Martinelli omschrijft dierengeluiden als 'specifiek gebruik van geluid ter communicatie van dieren'. Semioticoloog Jean-Jacques Nattiez is echter van mening dat enkel mensen muziek kunnen maken en begrijpen.
Wat vast staat is dat sommige dieren als vogels, walvissen en muizen, communiceren met geluiden die opvallend veel kenmerken vertonen van de muziek die mensen produceren. Deze dieren kunnen namelijk complexe geluiden produceren met verschillende toonhoogtes die voldoen aan een bepaald systeem met als doel de overdracht van informatie. Daarnaast is er een grote groep van dieren die ook geluiden produceert, welke echter te simpel van compositie of toonhoogte zijn, of te weinig ritmische kenmerken vertonen om als muziek gezien te worden. Voorbeelden van dit soort dieren zijn insecten en kikkers. Er zijn vaak drie soorten geluiden; alarmeringsgeluiden bij gevaar, dreiggeluiden bij verstoring en paargeluiden voor het vinden van een partner, met name deze laatsten zijn het bekendst en veelal het meest complex. Dieren als dolfijnen en vleermuizen produceren korte, hoge geluiden, die dienen om prooien op te sporen.

## Voorbeelden

### Vogels

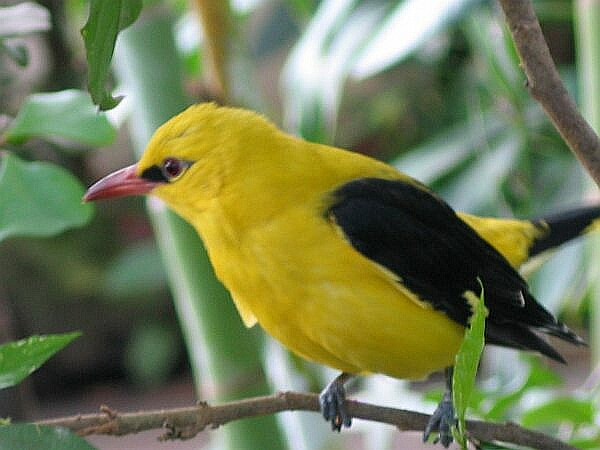
De wielewaal, een bekende zangvogel

De zangkunsten van vogels zijn bijzonder, omdat deze dieren hun geluiden niet met het strottenhoofd maken, zoals mensen dat doen, maar trillende lippen en membranen in de syrinx gebruiken voor het zingen. Zangvogels zijn hier bedreven in, omdat hun syrinx het verst ontwikkeld is: bij deze vogels zijn er maar liefst zeven spiergroepen die de toonhoogte bepalen.
Onderzoek heeft aangetoond dat het vooral de mannetjesvogels zijn die fluiten, en dat zij dat voornamelijk doen in het broedseizoen. Op deze manier proberen zij vrouwtjes te verleiden tot voortplanting. 
De nachtegalen gebruiken hun muzikale talent ook om een territorium op te eisen. Mannetjesnachtegalen komen een week eerder aan op de broedplaats dan de vrouwtjes. Door hard te fluiten, laten zijn concurrerende mannetjes weten dat een bepaalde plek al bezet is. Een harde 'stem' en veel uithoudingsvermogen is hiervoor vereist. Pas na het vinden van een broedplaats, gaan mannetjes over tot het verleiden. Wederom bepaalt het muzikale uithoudingsvermogen van het mannetje of hij door een vrouwtje wordt uitverkoren als 'vader'.
Sommige vogels kennen twee verschillende soorten gezangen: één soort om vrouwtjes te lokken, en weer een ander soort om de vrouwtjes te verleiden tot seks. Die laatstgenoemde gezangen zijn vaak zeer zacht en worden alleen in de paartijd, in de zeer dichte nabijheid van het vrouwtje voortgebracht.
Een heel aparte categorie geluiden die vogels voortbrengen zijn geluiden die niet met hun syrinx, maar met een instrument geproduceerd worden. Een goed voorbeeld is het hameren of trommelen van spechten op holle boomstammen of takken. De in Nederland voorkomende kleine bonte specht, grote bonte specht, en zwarte specht hebben ieder een eigen karakteristiek geluid dat verschilt in toonhoogte en geluidssterkte. Uniek is de watersnip die een op een blatend lammetje of geit lijkend geluid produceert met vibrerende buitenste staartpennen in een duikvlucht. Een variant daarop is het klapperend geluid dat de houtduif maakt gedurende de baltsvlucht door met de vleugels hard tegen elkaar aan te slaan. Ten slotte is de ooievaar bekend door het karakteristieke geklepper met zijn snavel.
Veel componisten hebben zich laten inspireren door de muzikale uitspatting van vogels. Onder anderen Messiaen, Beethoven en Mahler hebben stukken geschreven die gebaseerd zijn op vogelgeluiden. Deze geluiden worden vaak geïmiteerd met een dwarsfluit, het instrument dat het meest aan een vogel doet denken. Zo is er in Beethovens Zesde Symfonie (uit 1808) een dwarsfluitpartij. In dit stuk wordt, evenals in bijvoorbeeld de Tweede Symfonie van Mahler, een triller  (een trilling in het blazen) gebruikt om het effect te versterken.

### Walvissen

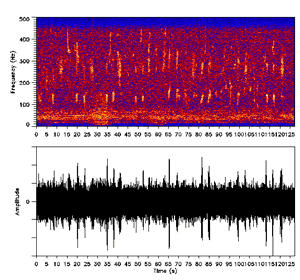
Bultrug
Spectrogram, 10x versneld
—

Walvissen, met name de bultrug en de blauwe vinvis, staan bekend om hun gezangen. Voor deze waterdieren zijn geluiden zeer belangrijk: geuren verspreiden zich in het water veel langzamer en het zicht is in water zeer beperkt. Het gehoor is voor walvissen dan ook van ongekend belang.
Net als veel andere dieren gebruiken ook walvissen geluiden om paringsdrang te tonen. Of het een vorm van flirten is, of dat de muziek wordt gemaakt als competitie tussen mannetjeswalvissen is niet bekend, maar de bultrug en de blauwe vinvis, de enige walvissen die walvisgezangen produceren, laten hun muziek alleen in het paringsseizoen klinken.
Walvismuziek bestaat uit noten van tussen de 20 Hz en 10 kHz en kan van geluidssterkte wisselen. Deze muziek is onder te verdelen in frasen, die op zichzelf ook weer onderverdeeld worden in twee subfrasen, van beiden ongeveer 10 seconden. Frasen bestaan uit vier tot zes tonen, en worden meestal 2 tot 4 minuten lang herhaald. In totaal varieert de lengte van walvisgezangen van 30 minuten tot soms enkele dagen lang.
Opvallend kenmerk is dat walvissen hun gezangen jarenlang kunnen onthouden. Soms verandert er in al die jaren slechts één noot aan een gezang. Ook interessant is het feit dat walvissen in een bepaalde regio soortgelijke gezangen zingen, terwijl er in andere regio's heel andere liederen klinken.

### Muizen
Behalve vogels en walvissen is er nog een diersoort die in staat is muziek te produceren. Mannelijke muizen zenden ultrasone geluiden van tussen de 30 en 110 kHz uit, om zo vrouwtjes te verleiden. Deze geluiden voldoen aan een bepaalde logica, en worden daarom als muziek beschouwd. Wetenschappers hebben zelfs een onderscheid in verschillende frasen ontdekt.
Het feit dat ook muizen zich met muziek bezighouden, is in 2005 ontdekt door wetenschappers van de Washington University. Vóór dat dit onderzoek werd gedaan, werd ervan uitgegaan dat de geluiden die muizen produceren, willekeurig zijn.

### Andere (semi)muzikale dieren
Ook de geluiden die door dolfijnen, vleermuizen en brulapen worden voortgebracht, worden soms gezien als muziek, evenals het jammerende of huilende geluid van wolven, honden en katten. Wetenschappers hebben echter aangetoond dat deze geluiden niet worden gemaakt volgens een bepaald ritme of andersoortig systeem. De geluiden van dolfijnen kunnen vergeleken worden met het praten van mensen. Vleermuizen maken geluiden om zich te kunnen oriënteren.
Kikkers en padden maken geluiden met de kwaakblaas, sommige soorten kunnen tot boven de pijngrens komen. Fluitkikkers en sommige pijlgifkikkers produceren hoge, zangachtige geluiden, die echter eenvoudig van compositie zijn. De geluiden bestaan uit series van kortere en langere klik- piep- of tikgeluiden, die soortspecifiek zijn.
Bij de reptielen maken alleen hagedissen uit de familie gekko's paargeluiden, die eveneens zeer hard kunnen zijn. Gekko's maken grommende of gillende geluiden die dienen om de andere sekse te lokken. Geluid is daarvoor erg geschikt omdat vrijwel alle gekko's nachtactief zijn en goed gecamoufleerd. Van krokodilachtigen is ook bekend dat ze een laag, grommend geluid maken, althans de mannetjes, door de borstspieren te laten trillen, maar van verschillende toonhoogten is geen sprake.
Insecten, zoals krekels, sprinkhanen en cicaden maken geluid door middel van stridulatie. Ze strijken de geribbelde achterpoten langs een verhard deel (of de voorvleugels tegen elkaar) waardoor een hoog 'sjirp'-achtig geluid ontstaat dat per soort in lengte, toonhoogte en herhalingssnelheid verschilt. Cicaden doen er nog een schepje bovenop omdat ze vaak tymbalen hebben; holtes in het lichaam die dienen als klankkast.

## Onderzoek
Diermuziek speelt in speciale rol in voornamelijk de biomusicologie.  Belangrijke onderzoekers omtrent dit onderwerp zijn onder anderen etnomusicoloog George Herzog, diermusicoloog Dario Martinelli, anatomen Timothy E. Holy en Zhongsheng Guo, componist François-Bernard Mâche en de ontdekkers van de walvisgezangen,  Roger Payne en Scott McVay.